# 삼색 스캔들
삼색 스캔들은 1986년 공개된 대한민국의 영화이다.

## 배역
- 김진아
- 남궁원
- 전양자
- 이영하